# Geraldia media
Geraldia media là một loài ruồi trong họ Tachinidae.